# Demonaz
Pour les articles homonymes, voir Doom Occulta.
Harald Nævdal, plus connu sous le nom de Demonaz Doom Occulta, ou plus simplement Demonaz  est un guitariste, parolier et chanteur norvégien, né à Bergen le 6 juin 1970. Il a fondé le groupe Immortal avec Abbath.

## Carrière
Il commence sa carrière avec les Amputation et ensuite les Old Funeral, en 1989. Il quittera ensuite ce dernier groupe pour fonder les Immortal avec Abbath, un autre membre des Old Funeral.

### Immortal
Au sein de Immortal, il était connu pour les paroles qu'il écrivait, dont le thème prédominant, curieusement pour du black metal, était centré sur des landes de glace et un pays imaginaire appelé « Blashyrkh »,. L'histoire de Blashyrkh est progressivement racontée à travers les albums de Immortal. Il était également connu pour sa technique de jeu de guitare simple mais extrêmement rapide, qu'il basait toujours sur des power chords. Avec Abbath, il est le membre principal de Immortal depuis 1990, qui a une formation instable jusqu'à l'arrivée de Horgh en 1997.
Demonaz a joué de la guitare sur les albums Diabolical Fullmoon Mysticism, Pure Holocaust et Battles in the North. Il a joué avec Immortal pour la dernière fois en 1997 sur l'album Blizzard Beasts. La même année, on lui diagnostique une tendinite aiguë, qui l'empêche de continuer à jouer de la guitare comme avant, c'est-à-dire qu'il ne peut plus jouer à la vitesse qu'exigent les riffs et les solos typiques de Immortal. Toutefois, il a continué à s'occuper des paroles, faisant souvent office de manager du groupe. Il a également continué à accompagner le groupe lors des tournées et a toujours été considéré par Abbath, Horgh et Apollyon comme un membre à part entière du groupe, même s'il savait qu'il ne reviendrait jamais jouer de la guitare.

### Perfect Vision
Il a fondé un groupe appelé Perfect Visions en 2007, dans lequel il a le rôle de chanteur,. La formation comprend également d'autres membres de I (le projet parallèle d'Abbath). Il a écrit les paroles des chansons de l'album de I, Between Two Worlds. En 2011, il a sorti son premier album solo, intitulé March of the Norse.

## Discographie

### Soliste
- 2011 : March of the Norse

### Avec les Old Funeral

#### Compilations
- 1998 : Join the Funeral Procession
- 1999 : The Older Ones

#### Albumlive
- 2002 : Grim Reaping Norway

#### EP
- 1991 : Devoured Carcass

### Avec les Immortal
- 1992 : Diabolical Fullmoon Mysticism
- 1993 : Pure Holocaust
- 1995 : Battles in the North
- 1997 : Blizzard Beasts
- 1999 :  At the Heart of Winter[N 1]
- 2000 : Damned in Black[N 1]
- 2002 : Sons of Northern Darkness[N 1]
- 2009 : All Shall Fall[N 1]
- 2018 : Northern Chaos Gods

### Avec les I
- 2006 : Between Two Worlds[N 1]

### Avec les Amputation
- 1989 : Achieve the Mutilation
- 1990 : Slaughtered in the Arms of God